# Jesper Pedersen
Jesper Saltvik Pedersen (* 23. August 1999 in Haugesund) ist ein norwegischer alpiner Skifahrer. Er nahm an den Winter-Paralympics 2018 und 2022 teil und hat fünf olympische Goldmedaillen und sieben WM-Goldmedaillen gewonnen.

## Leben
Jesper Pedersen wurde mit Spina bifida geboren und ist von der Hüfte an abwärts gelähmt. Er wuchs in Åkrehamn auf Karmøy auf. Vom Rollstuhl aus hat er Handball und Fußball gespielt sowie Leichtathletik betrieben. Er ist immer noch aktiver Leichtathlet. Der alpine Skilauf war jedoch schon immer seine Hauptsportart. Seit er ein kleiner Junge war, war Pedersen auf alpinen Pisten unterwegs.

## Karriere
Pedersen debütierte im November 2013 bei internationalen Wettkämpfen. Bei den Winter-Paralympics 2018 gewann er Gold im Riesenslalom und Bronze in der Super-Kombination. Bei den Winter-Paralympics 2022 und gewann vier Goldmedaillen und eine Silbermedaille. Er war der einzige Sportler, der bei diesen Spielen vier Goldmedaillen gewann.
2017 nahm er erstmals an einer Weltmeisterschaft teil. In Tarvisio, Italien kam er aber über einen fünften Platz im Slalom nicht hinaus. Bei den Weltmeisterschaften 2019 in Kranjska Gora/Sella Nevea gewann er zwei Silbermedaillen im Slalom und in der Super-Kombination sowie zwei Bronzemedaillen im Riesenslalom und im Super-G. 2021 nahm er an den Para-Schneesport-Weltmeisterschaften in Lillehammer teil und gewann fünf Medaillen, darunter drei Goldmedaillen. 2023 in Espot in Spanien wurde er Weltmeister in der Abfahrt, im Riesenslalom, im Slalom und in der Super-Kombination. Im Super-G wurde er Dritter.